# Yambaó
Yambaó és un melodrama mexicano-cubà amb elements de fantasia dirigit per Alfredo B. Crevenna. Va ser estrenat en 1957 i protagonitzat per Ninón Sevilla i Ramón Gay.

## Argument
La història es desenvolupa a Cuba el 1850, quan encara els negres eren esclaus als canyars. En un d'aquests, el capità Jorge (Ramón Gay) i la seva esposa Beatriz (Rosa Elena Durgel) viuen felices a la casa major: esperen un fill i els seus esclaus viuen tranquils i en pau amb ells. Però una nit de lluna plena, el so dels tambors anuncia el retorn de Yambaó (Ninón Sevilla), neta de la santera Caridad (Fedora Capdevila), qui va morir aparentment assassinada 15 anys enrere, després de ser bandejada per l'antic propietari de la hisenda. L'hisendat va prendre la decisió a causa de les pràctiques màgiques de Caridad i a l'adversitat que va portar a la plantació, segons els mateixos negres. Yambaó va créixer en llibertat i el seu retorn coincideix amb un nou brot de vòmit negre, plaga que no havia sorgit en la plantació en dècades, i que tots atribueixen a la seva arribada. Yambaó en realitat no és dolenta, però Caridad, qui no ha mort i es refugia en una cova, li ha omplert el cor d'odi i set de venjança. Jorge es manté al marge de la pràctica de la religió yoruba dels seus esclaus, però intervé quan descobreix que volen matar Yambaó. Jorge la salva, ella li jura gratitud eterna i comença a enamorar-se del patró. Caridad llavors utilitzarà aquest sentiment per destruir-lo i consumar la seva venjança. Alhora, l'obsessionada Yambaó realitza un "amarrament" de santeria per tenir a Jorge als seus peus. El seu embruixament coincideix amb el contagi de Jorge de l'epidèmia. El metge no dona esperances perquè se salvi, però Yambaó s'ofereix a curar-lo en gratitud per haver-la salvat. El contacte que manté amb Jorge durant els dies que el cuida, arrela el sentiment que sent per ell. Quan Jorge es recupera, la força de l'amarrament l'impulsa a desitjar Yambaó i, durant diverses setmanes, dona curs a la seva passió per la mulata, oblidant-se de la seva esposa, la seva plantació i els seus deures. No obstant això, quan se l'informa que Beatriz està a punt de donar a llum, Jorge va al seu costat i, en conèixer al seu nounat fill, roman amb la seva família. Dolguda, Yambaó busca venjança i, aconsellada per Caridad, decideix matar l'esposa i fill de Jorge. Quan està a punt de consumar el crim, Caridad és descoberta pel capatàs de la plantació i la mata. Yambaó fuig horroritzada, prometent no tornar a causar cap mal. Quan Caridad és objecte d'un funeral amb ritus santeros, el seu esperit s'apodera del cos de Yambaó, impulsant-la a un precipici, des del qual es llança la mulata, acabant amb la seva vida.

## Repartiment
- Ninón Sevilla... Yambaó
- Ramón Gay... Jorge
- Rosa Elena Durgel ... Beatriz
- Fedora Capdevila ... Caridad
- Olga Guillot... Esclava cantante
- Xiomara Alfaro... Cantante del funeral
- Celina Reynoso ... Nana Yeya
- Paulina Álvarez
- Merceditas Valdés
- Martha Jean-Claude

## Comentaris
Yambaó va ser una coproducció entre Mèxic i Cuba, amb participació nord-americana, realitzada pel director mexicà d'origen alemany Alfredo B. Crevenna (1914-1996). Filmada íntegrament a Cuba, el paper de Yambaó va ser interpretat per l'actriu i ballarina cubana Ninón Sevilla, qui va tenir una llarga carrera en els musicals mexicans de les dècades de 1940 i 50. Els actors mexicans Ramón Gay i Rosa Elena Durgel van interpretar els personatges de Jorge i Beatriz, sumant-se a l'elenc un ampli repartiment cubà, incloent diverses cantants com Celina Reynoso com la nana Yeya, Olga Guillot com una bugadera que canta a duo amb Yambaó en el riu, Xiomara Alfaro com la cantant del ritu funeral, la popular "reina del danzonete" Paulina Álvarez, Merceditas Valdés i l'haitiana Martha Jean Claude. Yambaó va ser la primera pel·lícula en color de Sevilla; es va filmar simultàniament en anglès i, amb una pista doblada a aquesta llengua, es va estrenar als Estats Units sota el títol Cry of the Bewitched. Al igual que a Mulata (1954), també amb Ninón Sevilla al capdavant del repartiment, es va fer al·lusió directa a la cultura afro-cubana, particularment a rituals religiosos de santeria. Crida l'atenció la majoria d'actors d'origen africà en l'elenc, un cas insòlit en el cinema mexicà. Encara que es creu que Ninón Sevilla va fer el nu de la mulata Yambaó en un riu, en realitat es va utilitzar una doble de cos que apareix substituint-la en les preses més reveladores.

## Premis
A la XIII edició dels Premis Ariel va rebre el premi a la millor regravació i a la millor fotografia.